# Intel 82497
L'Intel 82497 és un controlador de memòria cau per al processador P5 Pentium. Funciona amb múltiples SRAM de memòria cau 82492.

## Descripció tècnica
El controlador de memòria cau 82497 implementa el protocol de reescriptura MESI per a un suport complet de multiprocessament. Els buffers i els registres de doble port permeten que el 82497 gestioni simultàniament el bus de la CPU, el bus de memòria i el funcionament de la memòria cau interna per obtenir el màxim rendiment.
El controlador de memòria cau 82497 amb múltiples SRAM de memòria cau 82492 es combina amb el processador Pentium (735\90,815\100, 1000\120, 1110\133) per formar un conjunt de xips de memòria cau de CPU dissenyat per a servidors d'alt rendiment i escriptoris rics en funcions. La interconnexió d'alta velocitat entre la CPU i els components de la memòria cau s'ha optimitzat per oferir un funcionament d'estat d'espera zero. Aquest conjunt de xips de memòria cau de la CPU és totalment compatible amb el programari existent i té funcions d'integritat de dades per a aplicacions de missió crítica.
El controlador de memòria cau 82497 implementa el protocol de reescriptura MESI per a un suport complet de multiprocessament. Els buffers i els registres de doble port permeten que el 82497 gestione simultàniament el bus de la CPU, el bus de memòria i el funcionament de la memòria cau interna per obtenir el màxim rendiment. El 82492 és una SRAM personalitzada d'alt rendiment que admet amplades de bus de memòria de 32, 64 i 128 bits d'ample, mides de línia de 16, 32 i 64 bytes i sectorització opcional. El camí de dades entre el bus de la CPU i el bus de memòria està separat pel 82492, permetent que el bus de la CPU s'acosti de manera síncrona, asíncrona o amb un protocol d'estroboscòpia, i permet operacions simultànies de bus de CPU i bus de memòria.